# Vuorilampi
Vuorilampi är en sjö i Finland. Den ligger i kommunen Jyväskylä i landskapet Mellersta Finland, i den södra delen av landet, 240 km norr om huvudstaden Helsingfors. Vuorilampi ligger 154 meter över havet. I omgivningarna runt Vuorilampi växer i huvudsak barrskog. Den är 16,4 meter djup. Arean är 2,2 hektar och strandlinjen är 0,59 kilometer lång. Sjön  ingår i Kymmene älvs huvudavrinningsområde. 
I övrigt finns följande vid Vuorilampi:
- Laajavuori (en kulle)